# Sant Salvador del mas Barrat
Sant Salvador del mas Barrat és una església del municipi de la Baronia de Rialb (Noguera) que forma part de l'Inventari del Patrimoni Arquitectònic de Catalunya.

## Situació
Està situada al nord del terme municipal, damunt d'una plataforma rocosa que és la prolongació cap a ponent del Tossal de Mas Barrat, una mola encinglerada que s'aixeca més de cent metres sobre les gorges del Rialb. La masia de Mas Barrat és a prop de la capella i ambdues gaudeixen d'una situació espectacular a la carena del tossal.
La carretera del Forat de Bulí hi passa a tocar. Al km. 9,2 es troba un bon espai per aparcar, al peu mateix del cingle sobre el qual hi ha la capella. L'antic camí que pujava per la solana a la capella i al mas està impracticable perquè els matolls, alzineres i garrics ho envaeixen tot. Es pot rodejar la proa rocosa pel nord (hi ha un sender) i, als pocs metres, cercar un petit grau a la dreta que, amb una petita grimpada, deixa a dalt de la plataforma.

## Descripció

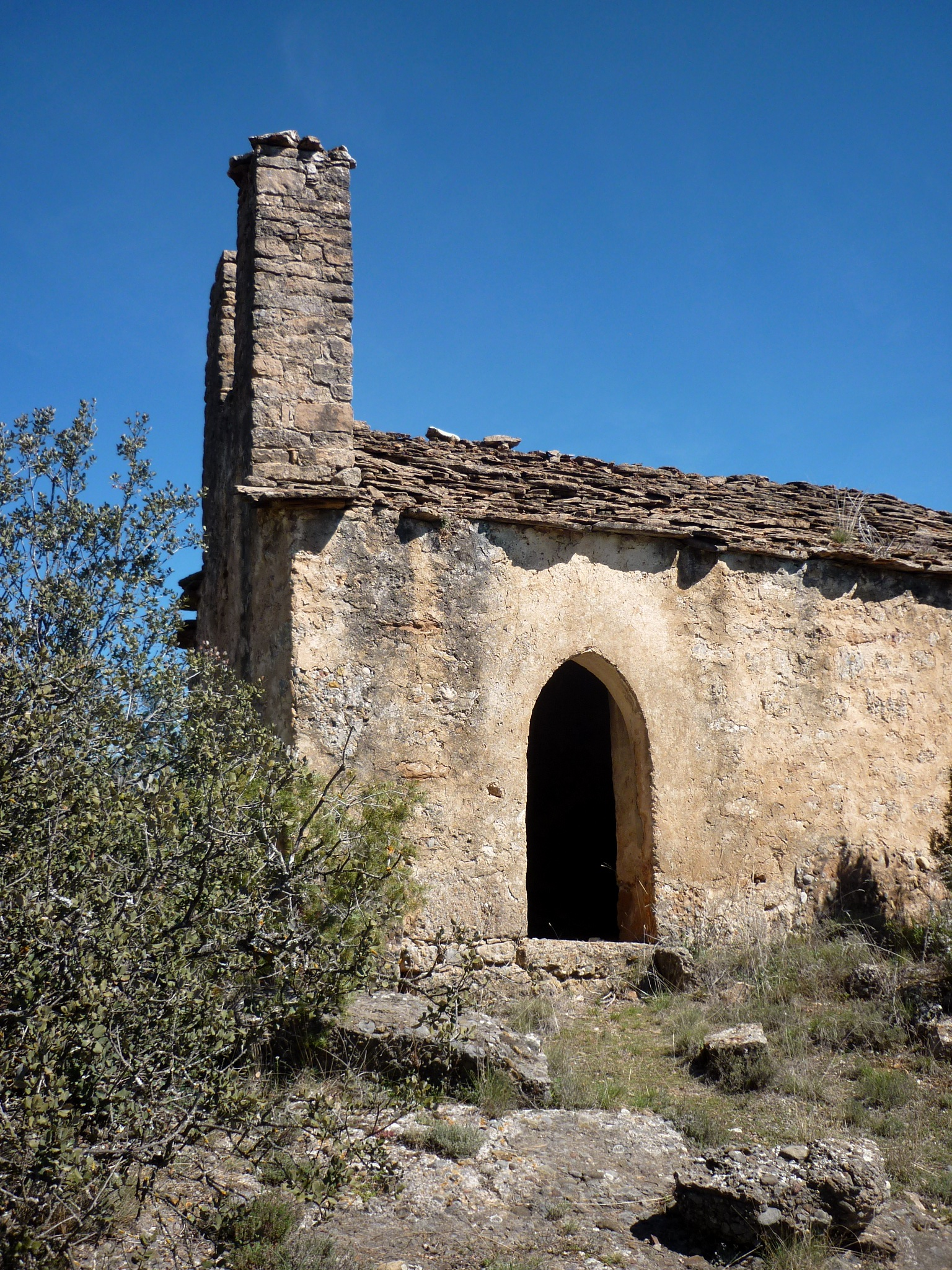
Porta d'entrada i espadanya

És un edifici d'una sola nau amb volta de canó, reforçada per arcs torals i amb un absis semicircular a llevant, precedit d'un arc presbiteral, de proporcions molt baixes. Té una absidiola de secció semicircular, que es manifesta també a l'exterior. Trobem altres esglésies d'aquest tipus, construïdes, però, en el segle xi segons les formes llombardes. Aquesta presenta formes constructives de la fi del segle xii. La porta, d'arc apuntat, és a la façana sud. Trobem dues finestres d'una sola esqueixada, una de doble i una altra pseudo-cruciforme. Les façanes són llises i mancades d'ornamentació llevat d'una motllura bisellada en el ràfec de l'absis. El mur de ponent és coronat per un campanar d'espadanya d'un sol ull. L'interior és arrebossat i també bona part de les façanes. El parament, molt matusser, és fet de carreus mal tallats, a penes devastades.

Sant Salvador del Mas Barrat
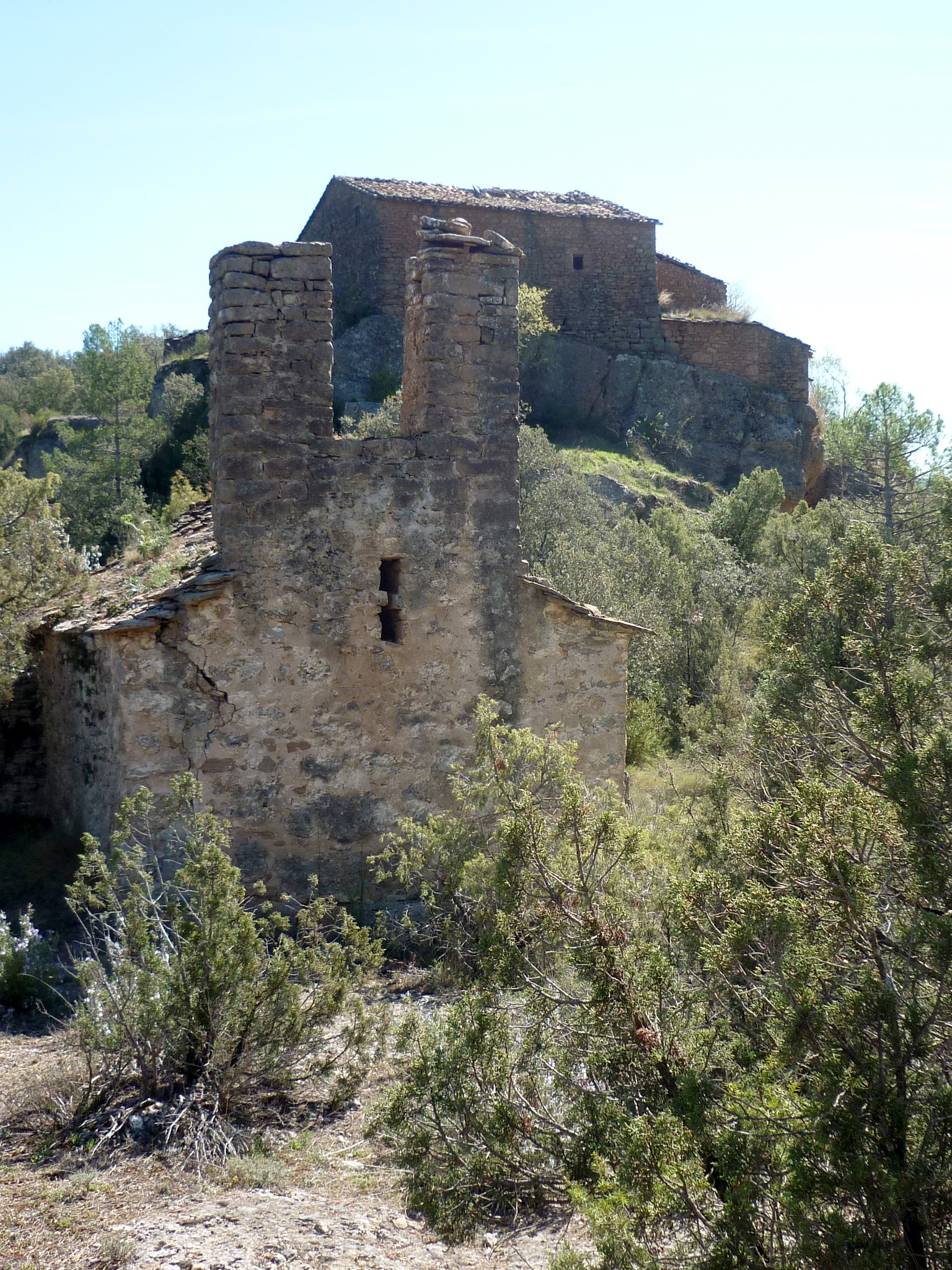
Capella i mas
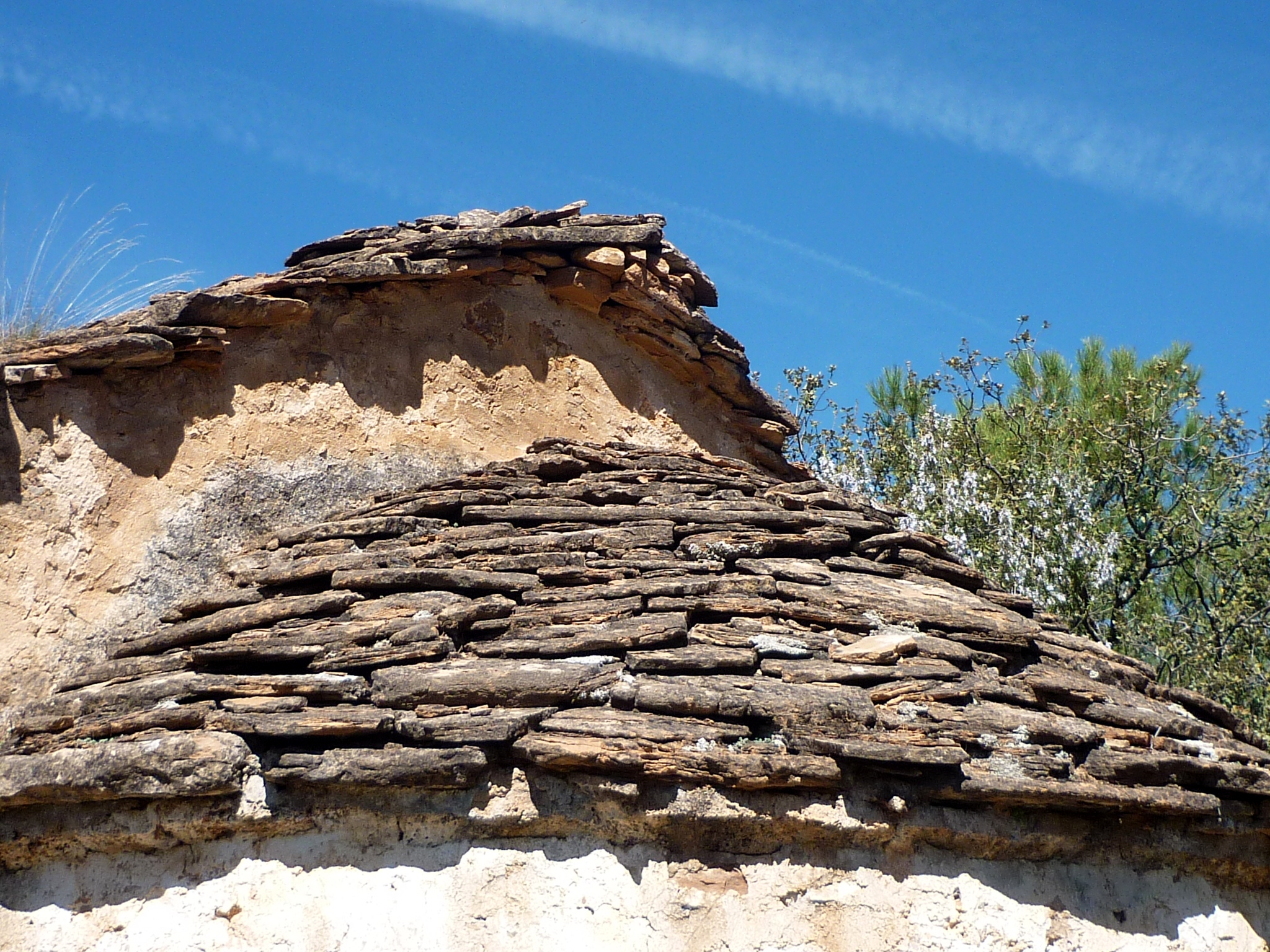
Absis
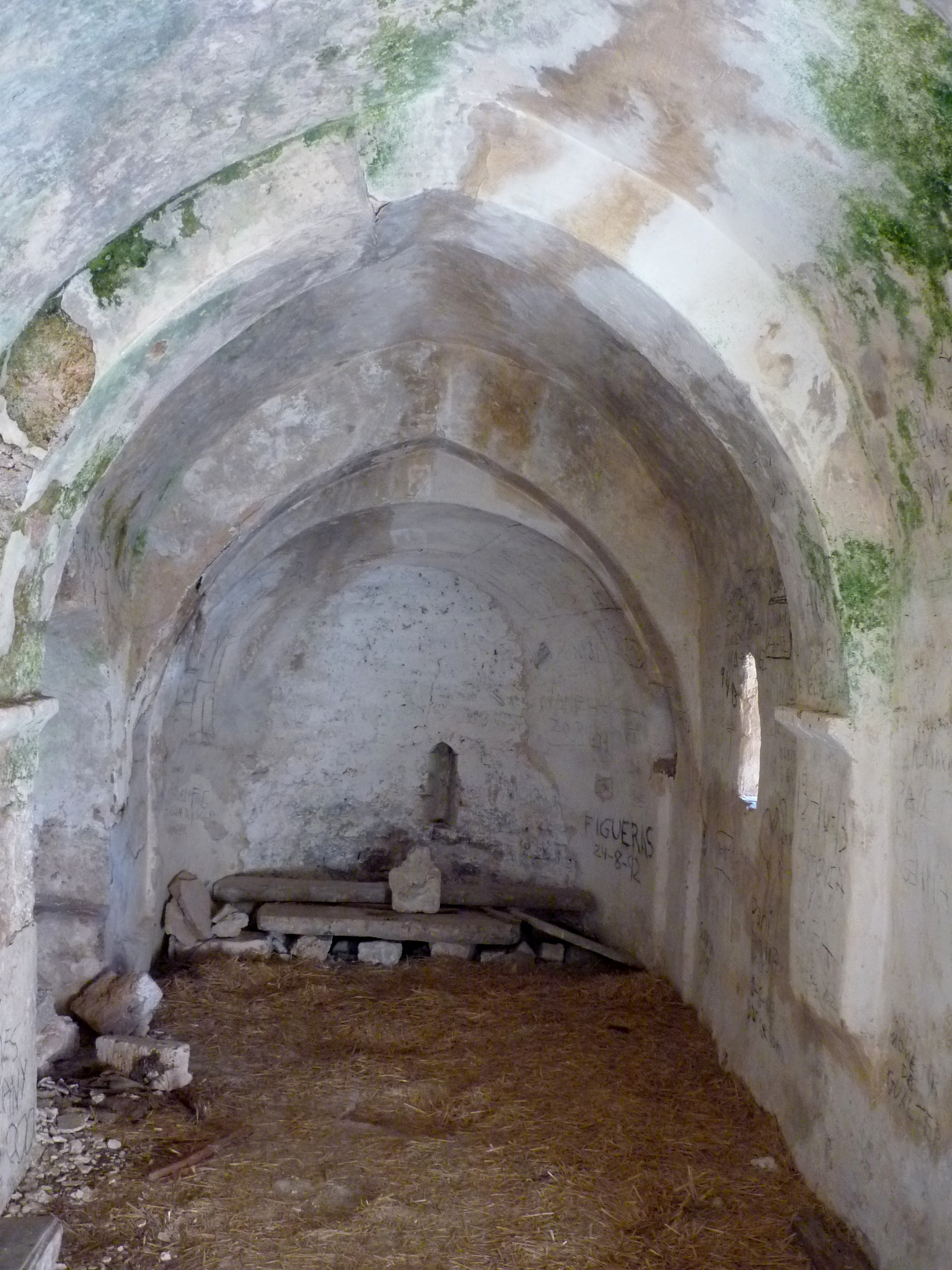
Interior